# Giewartów
Giewartów (prononciation : [ɡʲɛˈvartuf]) est un village polonais de la gmina d'Ostrowite dans le powiat de Słupca de la voïvodie de Grande-Pologne dans le centre-ouest de la Pologne.
Il se situe à environ 7 kilomètres à l'ouest d'Ostrowite (siège de la gmina), à 11 kilomètres au nord-est de Słupca (siège du powiat) et à 71 kilomètres à l'est de Poznań (capitale régionale).

## Histoire
De 1975 à 1998, le village faisait partie du territoire de la voïvodie de Konin.

Depuis 1999, Giewartów est situé dans la voïvodie de Grande-Pologne.